# Projecte Mutopia

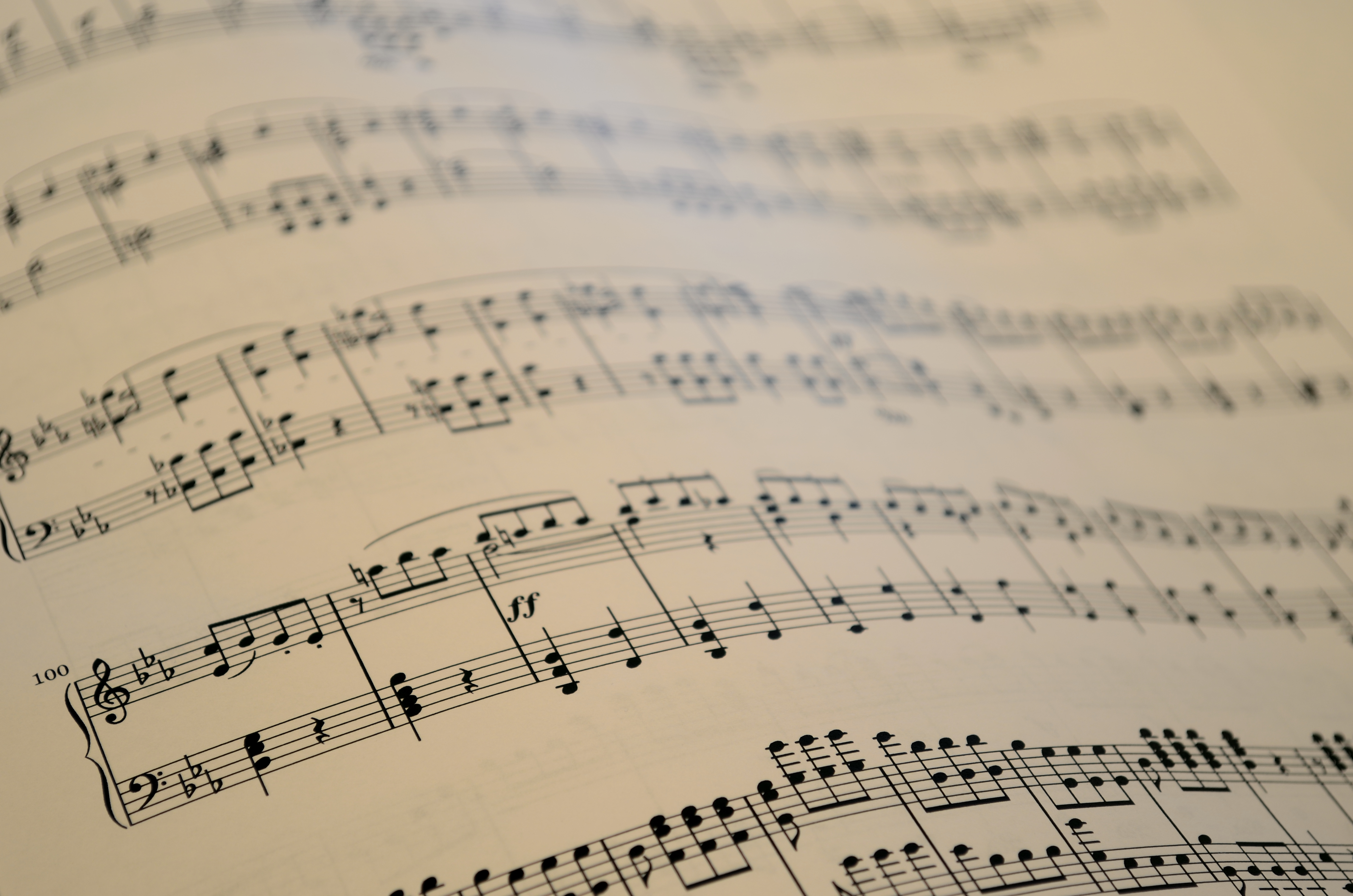
Imatge de la 5a simfonia de Beethoven, part del projecte.

El Projecte Mutopia (en anglès, Mutopia project) és un projecte que té com a objectiu elaborar un catàleg virtual de partitures de la música clàssica que són de domini públic i de llicència Creative Commons. Mutopia és, en molts sentits, un complement al projecte Ovation Press, encara que els dos no estan relacionats entre si. Una de les diferències principals consisteix que el Projecte Mutopia es compon majorment d'un repertori per a piano (gairebé la meitat del seu catàleg abasta l'obra per a piano sol), mentre que Ovation Press prioritza les partitures per als instruments de corda.
En el cas dels dos projectes, les partitures es construeixen amb la col·laboració de voluntaris. Tots dos projectes reescriuen la partitura i no les accepten escanejades. Pel que fa a Mutopia, s'ha d'utilitzar un programa GNU anomenat LilyPond, que és programari lliure. Això fa possible que els documents siguin públics i es generen arxius PDF i MIDI d'alta qualitat, però també hi ha el desavantatge que els catàlegs creixen més lentament.

## Altres projectes de partitures de domini públic
- International Music Score Library Project (IMSLP)
- Choral Public Domain Library
- Werner Icking Music Archive